# Maisoncelles (Sarthe)
Maisoncelles és un municipi francès situat al departament del Sarthe i a la regió de País del Loira. L'any 2007 tenia 198 habitants.

## Demografia

### Població
El 2007 la població de fet de Maisoncelles era de 198 persones. Hi havia 80 famílies de les quals 24 eren unipersonals (16 homes vivint sols i 8 dones vivint soles), 28 parelles sense fills, 24 parelles amb fills i 4 famílies monoparentals amb fills.
La població ha evolucionat segons el següent gràfic:
Habitants censats

### Habitatges
El 2007 hi havia 105 habitatges, 81 eren l'habitatge principal de la família, 18 eren segones residències i 6 estaven desocupats. 103 eren cases i 1 era un apartament. Dels 81 habitatges principals, 60 estaven ocupats pels seus propietaris, 19 estaven llogats i ocupats pels llogaters i 2 estaven cedits a títol gratuït; 1 tenia una cambra, 6 en tenien dues, 21 en tenien tres, 22 en tenien quatre i 31 en tenien cinc o més. 64 habitatges disposaven pel capbaix d'una plaça de pàrquing. A 33 habitatges hi havia un automòbil i a 40 n'hi havia dos o més.

### Piràmide de població
La piràmide de població per edats i sexe el 2009 era:
| Homes | Edats   | Dones |
| ----- | ------- | ----- |
| 0     | 95 o +  | 0     |
| 0     | 90 a 94 | 4     |
| 0     | 85 a 89 | 4     |
| 0     | 80 a 84 | 4     |
| 4     | 75 a 79 | 4     |
| 4     | 70 a 74 | 4     |
| 4     | 65 a 69 | 4     |
| 4     | 60 a 64 | 8     |
| 4     | 55 a 59 | 0     |
| 4     | 50 a 54 | 4     |
| 0     | 45 a 49 | 0     |
| 4     | 40 a 44 | 8     |
| 16    | 35 a 39 | 8     |
| 12    | 30 a 34 | 4     |
| 4     | 25 a 29 | 20    |
| 4     | 20 a 24 | 8     |
| 12    | 15 a 19 | 8     |
| 8     | 10 a 14 | 8     |
| 8     | 5 a 9   | 4     |
| 8     | 0 a 4   | 12    |

## Economia
El 2007 la població en edat de treballar era de 124 persones, 93 eren actives i 31 eren inactives. De les 93 persones actives 87 estaven ocupades (51 homes i 36 dones) i 6 estaven aturades (2 homes i 4 dones). De les 31 persones inactives 13 estaven jubilades, 9 estaven estudiant i 9 estaven classificades com a «altres inactius».

### Ingressos
El 2009 a Maisoncelles hi havia 76 unitats fiscals que integraven 198 persones, la mediana anual d'ingressos fiscals per persona era de 14.892,5 €.

### Activitats econòmiques
Dels 7 establiments que hi havia el 2007, 3 eren d'empreses de construcció, 2 d'empreses de comerç i reparació d'automòbils i 2 d'empreses de serveis.
Dels 2 establiments de servei als particulars que hi havia el 2009, 1 era una fusteria i 1 electricista.
L'únic establiment comercial que hi havia el 2009 era una botiga de menys de 120 m².
L'any 2000 a Maisoncelles hi havia 10 explotacions agrícoles que ocupaven un total de 686 hectàrees.

## Poblacions més properes
El següent diagrama mostra les poblacions més properes.